# Arnold Burgen
Sir Arnold Stanley Vincent Burgen (* 20. März 1922 in London; † 26. Mai 2022) war ein Professor für Pharmakologie an der University of Cambridge. Er war unter anderem Direktor des Nationalen Forschungsinstituts für Medizin (MRC National Institute for Medical Research (NIMR), UK) und Gründungspräsident der Academia Europaea. Sein Interesse galt der Wechselwirkung von Medikamenten mit Enzymen, die er unter Verwendung der magnetischen Kernresonanzspektroskopie erforschte. Das Zentrum für biomedizinische magnetische Kernresonanzspektroskopie (MRC Biomedical NMR Centre) wurde unter seiner Leitung 1980 eröffnet.

## Karriere
Sir Arnold Burgen begann seine Karriere 1945 im House Physician am Middlesex Hospital. Von diesem Jahr an arbeitete er bis 1948 im Bereich der Demonstration. Anschließend ging er einem Jahr lang der Tätigkeit als assistierender Lektor im Bereich der Pharmakologie an Middlesex Hospital Medical School nach. Von 1949 bis 1962 war er Professor für Physiologie an der McGill University in Montreal. 1957 wurde er zum stellvertretenden Direktor der Universitätsklinik, dem Montreal General Hospital, ernannt. Ab 1962 war er Shield Professor für Pharmakologie an der Universität in Cambridge sowie Fellow des Downing College in Cambridge und Hon. Fellow im Jahr 1972. Von 1971 bis 1982 war Burgen Direktor des National Institute for Medical Research. 1982 amtierte er als Master des Darwin College in Cambridge; bis 1989 arbeitete er dort. Im Jahr 1984 wurde er zum Mitglied der Leopoldina gewählt. Von 1985 bis 1989 war der Professor stellvertretender Vizekanzler der University of Cambridge. Im Jahr 1988 wurde er zum Gründungspräsidenten der Academia Europaea gewählt. Burgen starb am 26. Mai 2022 im Alter von 100 Jahren.

## Ehrungen
- Fellow der Royal Society, 1964
- Fellow der Royal College of Physicians, 1969
- Knight Bachelor („Sir“), 1976
- Ehrendoktor der Universität Utrecht[4]
- Ehrendoktor der Universität Zürich[5]
- Auswärtiges Mitglied (Foreign Associate) der National Academy of Sciences, 1987[6]
- Auswärtiges Mitglied der Ukrainischen Akademie der Wissenschaften[7]